# Neopanax arboreus
Neopanax arboreus là một loài thực vật có hoa trong Họ Cuồng cuồng. Loài này được (L.f.) Allan mô tả khoa học đầu tiên năm 1961.